# Colesterolo ossidasi
La colesterolo ossidasi è un enzima appartenente alla classe delle ossidoreduttasi, che catalizza la seguente reazione:
colesterolo + O2 ⇄ colest-4-ene-3-one + H2O2